# Scott Daniels (cầu thủ bóng đá)
Scott Charles Daniels (sinh ngày 22 tháng 11 năm 1969 ở South Benfleet) là một cựu cầu thủ bóng đá chơi bóng ở vị trí hậu vệ.

## Sự nghiệp
Daniels thi đấu cho các câu lạc bộ Football League Colchester United, Exeter City, Northampton Town và bóng đá non-league cho Dover Athletic, Ramsgate và Folkestone Invicta.

## Danh hiệu

### Câu lạc bộ
Colchester United
- Á quân Football Conference (1): 1990–91